# Abdul Bari
Maulana Abdul Bari (* 1878; † 1926) war ein indischer islamisch-politischer Führer, Gelehrter und Sufi. Er war einer der berühmtesten Gelehrten des Farangi Mahall in Lucknow (Lakhnau), Uttar Pradesh, Indien.
Bari war in der Kalifats-Bewegung sowie in religiösen Organisationen wie der Jamiat-e-ulama-e-Hind aktiv, deren Gründungspräsident er war.
In seiner Opposition zur westlichen Erziehung eröffnete er 1923 mit seiner Familie die Schule Madrasa Nizamia in Lucknow.
Er war Mitglied des Gründungskomitees der Jamia Millia Islamia, Aligarh in den United Provinces, Indien, (1920).
Er predigte die Einheit von Hindus und Muslimen und war ein Freund von Mahatma Gandhi.
Er ist der Autor von über hundert Büchern.